# Nierostowo
Nierostowo (kaszb. Nierzostowò lub Nierosław, niem. Nierostaw) – wieś kaszubska w Polsce położona w województwie pomorskim, w powiecie chojnickim, w gminie Konarzyny nad południowym brzegiem jeziora Nierzostowo.
| SIMC    | Nazwa                  | Rodzaj    |
| ------- | ---------------------- | --------- |
| 0746410 | Nad Jeziorem           | część wsi |
| 0746426 | Nierostowo-Wybudowanie | część wsi |
| 0746432 | Ostrowy                | część wsi |

W latach 1975–1998 miejscowość administracyjnie należała do województwa słupskiego.